# جان اوزل
جان اوزل (انگلیسی: John Uzzell؛ زادهٔ ۳۱ مارس ۱۹۵۹) بازیکن فوتبال اهل بریتانیا است.
از باشگاه‌هایی که در آن بازی کرده‌است می‌توان به باشگاه فوتبال پلیموث آرگیل و باشگاه فوتبال تورکی یونایتد اشاره کرد.